# 莫斯拉維納人民起義紀念碑
莫斯拉維納人民起義紀念碑（Spomenik revoluciji naroda Moslavine）或簡稱革命紀念碑（Spomenik revoluciji）是一座由杜尚·德扎莫尼亞（Dušan Džamonja）創作的第二次世界大戰紀念雕塑，位於克羅地亞別洛瓦爾-比洛戈拉縣的波德加里市。該紀念碑高約10米，長20米。它是獻給第二次世界大戰期間的莫斯拉維納人民。
這座紀念碑的靈感來自希臘神話中的勝利女神尼刻。德扎莫尼亞在大自然景觀中建造雕塑，中央的金屬結構代表一個風格化的太陽，兩側有兩個不對稱的翅膀。該紀念碑於1967年由南斯拉夫總統约瑟普·布罗兹·铁托揭幕。

## 外部連結
- 雕塑的照片 (artificialowl.net)
- Spomenik 數據庫 - Podgarić 歷史及資訊資源
- 在 Alan Walker 的一系列音樂視頻中出現